# Pendem (Jembrana)
Pendem is een bestuurslaag in het regentschap Jembrana van de provincie Bali, Indonesië. Pendem telt 10.207 inwoners (volkstelling 2010).